# Äksi socken
Äksi socken (estniska: Äksi kihelkond, tyska: Kirchspiel Ecks) var en socken i Dorpats krets i Guvernementet Livland. Socknens kyrkby var Äksi (tyska: Ecks).